# League Cup 2001/02
Der League Cup 2001/02 war die 42. Austragung des Football League Cup (meist nur als League Cup bekannt).
Am Pokalwettbewerb, der am 20. August 2001 für die 92 englischen Spitzenvereine begann, nahmen die Mannschaften der ersten bis vierten englischen Profiliga teil. Die ersten fünf Runden wurden im K.-o.-System über eine Partie und im Halbfinale über Hin- und Rückspiel entschieden. Das Finale, das zum zweiten Mal im Millennium Stadium in Cardiff gespielt wurde, entschied am 24. Februar 2002 der Erstligist Blackburn Rovers für sich. Unterlegener Finalist war Tottenham Hotspur.

## Wettbewerb

### Erste Runde
Zur ersten Runde traten die Vereine an, die in der Vorsaison 2000/01 die 70 schwächsten Platzierungen in der Gesamttabelle aller vier Profiligen belegt haben. Anders gesprochen hatten 20 Mannschaften der ersten Liga sowie zwei Erstligaabsteiger in der ersten Runde ein Freilos.
| Datum           |                         | Ergebnis         |                      |
| --------------- | ----------------------- | ---------------- | -------------------- |
| 20. August 2001 | FC Darlington           | 0:1              | Sheffield United     |
| 20. August 2001 | Hartlepool United       | 0:2              | Nottingham Forest    |
| 20. August 2001 | Scunthorpe United       | 0:2              | Rotherham United     |
| 21. August 2001 | FC Barnsley             | 2:0              | Halifax Town         |
| 21. August 2001 | FC Blackpool            | 3:2              | Wigan Athletic       |
| 21. August 2001 | AFC Bournemouth         | 0:2              | Torquay United       |
| 21. August 2001 | FC Brentford            | 1:0              | Norwich City         |
| 21. August 2001 | Brighton & Hove Albion  | 2:1              | FC Wimbledon         |
| 21. August 2001 | Bristol City            | 2:1              | Cheltenham Town      |
| 21. August 2001 | FC Burnley              | 2:3              | Rushden & Diamonds   |
| 21. August 2001 | FC Bury                 | 1:3              | Sheffield Wednesday  |
| 21. August 2001 | Exeter City             | 0:1              | FC Walsall           |
| 21. August 2001 | Grimsby Town            | 2:1              | Lincoln City         |
| 21. August 2001 | Huddersfield Town       | 0:1              | AFC Rochdale         |
| 21. August 2001 | Kidderminster Harriers  | 2:3 n. V.        | Preston North End    |
| 21. August 2001 | Leyton Orient           | 2:4              | Crystal Palace       |
| 21. August 2001 | Macclesfield Town       | 1:2              | Bradford City        |
| 21. August 2001 | Mansfield Town          | 3:4 n. V.        | Notts County         |
| 21. August 2001 | FC Millwall             | 2:1              | Cardiff City         |
| 21. August 2001 | Northampton Town        | 2:1 n. V.        | Queens Park Rangers  |
| 21. August 2001 | Oxford United           | 1:2 n. V.        | FC Gillingham        |
| 21. August 2001 | Port Vale               | 2:1              | FC Chesterfield      |
| 21. August 2001 | FC Portsmouth           | 1:2              | Colchester United    |
| 21. August 2001 | FC Reading              | 4:0              | Luton Town           |
| 21. August 2001 | Stockport County        | 3:0              | Carlisle United      |
| 21. August 2001 | Swansea City            | 0:2              | Peterborough United  |
| 21. August 2001 | Tranmere Rovers         | 3:1              | Shrewsbury Town      |
| 21. August 2001 | FC Watford              | 1:0              | Plymouth Argyle      |
| 21. August 2001 | AFC Wrexham             | 2:3              | Hull City            |
| 21. August 2001 | Wycombe Wanderers       | 0:1              | Bristol Rovers       |
| 21. August 2001 | York City               | 2:2 (5:6 i. E.)  | Crewe Alexandra      |
| 22. August 2001 | Birmingham City         | 3:0              | Southend United      |
| 22. August 2001 | Cambridge United        | (1:1 (3:4 i. E.) | West Bromwich Albion |
| 22. August 2001 | Stoke City              | 0:0 (5:6 i. E.)  | Oldham Athletic      |
| 22. August 2001 | Wolverhampton Wanderers | 1:2              | Swindon Town         |

### Zweite Runde
Zu den 35 Siegern der ersten Runde gesellten sich die zwei Erstligaabsteiger sowie 13 weitere Premier:League:Vereine, die sich nicht für einen europäischen Wettbewerb qualifiziert haben, hinzu.
| Datum              |                        | Ergebnis        |                    |
| ------------------ | ---------------------- | --------------- | ------------------ |
| 10. September 2001 | FC Blackpool           | 0:1             | Leicester City     |
| 11. September 2001 | Bolton Wanderers       | 4:3 n. V.       | FC Walsall         |
| 11. September 2001 | Brighton & Hove Albion | 0:3             | FC Southampton     |
| 11. September 2001 | Bristol Rovers         | 0:3             | Birmingham City    |
| 11. September 2001 | Colchester United      | 1:3             | FC Barnsley        |
| 11. September 2001 | Crewe Alexandra        | 2:0 n. V.       | Rushden & Diamonds |
| 11. September 2001 | FC Gillingham          | 2:1             | FC Millwall        |
| 11. September 2001 | Grimsby Town           | 3:3 (4:2 i. E.) | Sheffield United   |
| 11. September 2001 | FC Middlesbrough       | 3:1             | Northampton Town   |
| 11. September 2001 | Notts County           | 2:4 n. V.       | Manchester City    |
| 11. September 2001 | Peterborough United    | 2:2 (2:4 i. E.) | Coventry City      |
| 11. September 2001 | FC Reading             | 0:0 (6:5 i. E.) | West Ham United    |
| 11. September 2001 | AFC Rochdale           | 2:2 (5:6 i. E.) | FC Fulham          |
| 11. September 2001 | Rotherham United       | 0:4             | Bradford City      |
| 11. September 2001 | Tranmere Rovers        | 4:1             | Preston North End  |
| 11. September 2001 | West Bromwich Albion   | 2:0             | Swindon Town       |
| 12. September 2001 | Blackburn Rovers       | 2:0             | Oldham Athletic    |
| 12. September 2001 | Bristol City           | 2:3             | FC Watford         |
| 12. September 2001 | Charlton Athletic      | 2:0             | Port Vale          |
| 12. September 2001 | Derby County           | 3:0             | Hull City          |
| 12. September 2001 | FC Everton             | 1:1 (4:5 i. E.) | Crystal Palace     |
| 12. September 2001 | Newcastle United       | 4:1 n. V.       | Brentford          |
| 12. September 2001 | Nottingham Forest      | 1:1 (8:7 i. E.) | Stockport County   |
| 12. September 2001 | Sheffield Wednesday    | 4:2 n. V.       | AFC Sunderland     |
| 13. September 2001 | Tottenham Hotspur      | 2:0             | Torquay United     |

### Dritte Runde
Neben den 25 Siegern der zweiten Runde kamen nun noch die sieben Vereine, die sich für einen europäischen Vereinswettbewerb qualifiziert hatten, dazu.
| Datum            |                      | Ergebnis        |                   |
| ---------------- | -------------------- | --------------- | ----------------- |
| 8. Oktober 2001  | Bolton Wanderers     | 1:0             | Nottingham Forest |
| 9. Oktober 2001  | FC Barnsley          | 0:1             | Newcastle United  |
| 9. Oktober 2001  | Crewe Alexandra      | 2:3             | Ipswich Town      |
| 9. Oktober 2001  | FC Gillingham        | 0:2             | FC Southampton    |
| 9. Oktober 2001  | Leicester City       | 0:6             | Leeds United      |
| 9. Oktober 2001  | FC Liverpool         | 1:2 n. V.       | Grimsby Town      |
| 9. Oktober 2001  | Tranmere Rovers      | 0:4             | Tottenham Hotspur |
| 9. Oktober 2001  | FC Watford           | 4:1             | Bradford City     |
| 9. Oktober 2001  | West Bromwich Albion | 0:1             | Charlton Athletic |
| 10. Oktober 2001 | Aston Villa          | 1:0             | FC Reading        |
| 10. Oktober 2001 | Blackburn Rovers     | 2:1 n. V.       | FC Middlesbrough  |
| 10. Oktober 2001 | Coventry City        | 0:2             | FC Chelsea        |
| 10. Oktober 2001 | FC Fulham            | 5:2             | Derby County      |
| 10. Oktober 2001 | Manchester City      | 6:0             | Birmingham City   |
| 10. Oktober 2001 | Sheffield Wednesday  | 2:2 (3:1 i. E.) | Crystal Palace    |
| 5. November 2001 | FC Arsenal           | 4:0             | Manchester United |

### Vierte Runde
| Datum             |                  | Ergebnis        |                     |
| ----------------- | ---------------- | --------------- | ------------------- |
| 27. November 2001 | FC Arsenal       | 2:0             | Grimsby Town        |
| 27. November 2001 | Bolton Wanderers | 2:2 (6:5 i. E.) | Southampton         |
| 27. November 2001 | Newcastle United | 4:1             | Ipswich Town        |
| 27. November 2001 | FC Watford       | 3:2 n. V.       | Charlton Athletic   |
| 28. November 2001 | Aston Villa      | 0:1             | Sheffield Wednesday |
| 28. November 2001 | Blackburn Rovers | 2:0             | Manchester City     |
| 28. November 2001 | Leeds United     | 0:2             | FC Chelsea          |
| 29. November 2001 | FC Fulham        | 1:2             | Tottenham Hotspur   |

### Viertelfinale
| Datum             |                     | Ergebnis |                  |
| ----------------- | ------------------- | -------- | ---------------- |
| 11. Dezember 2001 | Blackburn Rovers    | 4:0      | FC Arsenal       |
| 11. Dezember 2001 | Tottenham Hotspur   | 6:0      | Bolton Wanderers |
| 12. Dezember 2001 | FC Chelsea          | 1:0      | Newcastle United |
| 19. Dezember 2001 | Sheffield Wednesday | 4:0      | FC Watford       |

### Halbfinale
Die Hinspiele wurden am 8. Januar 2002 und 9. Januar 2002, die Rückspiele am 22. Januar 2002 und 23. Januar 2002 ausgetragen.
|                     | Gesamt |                   | Hinspiel | Rückspiel |
| ------------------- | ------ | ----------------- | -------- | --------- |
| Sheffield Wednesday | 3:6    | Blackburn Rovers  | 1:2      | 2:4       |
| FC Chelsea          | 3:6    | Tottenham Hotspur | 2:1      | 1:5       |

### Finale
| Blackburn Rovers                                          | Blackburn Rovers | Tottenham Hotspur | Tottenham Hotspur |
| --------------------------------------------------------- | --- | --- | ----------------- |
| Blackburn Rovers                                          | \| Finale \| \| Sonntag, 24. Februar 2002 in Cardiff (Millennium Stadium) \| \| Ergebnis: 2:1 (1:1) \| \| Zuschauer: 72.500 \| \| Schiedsrichter: Graham Poll \| \| Spielbericht \|                                            | \| Finale \| \| Sonntag, 24. Februar 2002 in Cardiff (Millennium Stadium) \| \| Ergebnis: 2:1 (1:1) \| \| Zuschauer: 72.500 \| \| Schiedsrichter: Graham Poll \| \| Spielbericht \|                                                        | Tottenham Hotspur |
| Blackburn Rovers                                          | Brad Friedel, Martin Taylor, Henning Berg, Nils-Eric Johansson, Stig Inge Bjørnebye, Keith Gillespie (75. Craig Hignett), Mark Hughes, David Dunn, Damien Duff, Andy Cole, Matt Jansen (74. Yordi) Cheftrainer: Graeme Souness | Neil Sullivan, Mauricio Taricco (79. Simon Davies), Ledley King, Chris Perry, Ben Thatcher, Christian Ziege, Darren Anderton, Tim Sherwood, Gustavo Poyet (84. Steffen Iversen), Teddy Sheringham, Les Ferdinand Cheftrainer: Glenn Hoddle | Tottenham Hotspur |
| Blackburn Rovers                                          | 1:0 Matt Jansen (25.) 2:1 Andy Cole (68.) | 1:1 Christian Ziege (33.) | Tottenham Hotspur |
| Finale                                                    | | |                   |
| Sonntag, 24. Februar 2002 in Cardiff (Millennium Stadium) | | |                   |
| Ergebnis: 2:1 (1:1)                                       | | |                   |
| Zuschauer: 72.500                                         | | |                   |
| Schiedsrichter: Graham Poll                               | | |                   |
| Spielbericht                                              | | |                   |